# 상산관
상산관(商山館)은 경상북도 상주시 만산동에 있는 조선 후기의 관아건물로, 1982년 2월 24일 경상북도유형문화재 제157호로 지정되었다. 객사는 사신들의 숙소로 사용되며, 임금을 상징하는 궐패(闕牌)인 전패(殿牌)를 모시고 매월 초하룻날과 보름날에 대궐을 향하여 의식을 행하던 곳이다.
고려시대에 초창된 것으로 조선시대인 1526년(중종 21)에 불탔으나 개축하였고, 1592년(선조 25) 임진왜란으로 전소되었는데 1606년에 재건하였다. 1639년(인조 14) 봄에 지금의 상주경찰서 자리로 옮겨 세웠고, 1940년에는 지금의 자리로 옮겨 지었는데 그 뒤 상주여자중학교가 사용하고 있다. 
건물 면적은 460m2이고 정면 14칸, 측면 3칸이며 평면상으로 모두 연결되어 있어 구분하기 어려우나 주관(主管)을 중심으로 좌우에 익실(翼室)을 두어 실제로는 3동이 연결되어 있다. 지붕은 2단으로 층을 이룬 합각에 팔작지붕이며 건축 당시 짐승 모양의 취두(鷲頭)가 14개 그대로 남아 있다. 건물의 외부 기둥은 원기둥이고 내진주는 각주(角柱)로서 7량 가구에 연목천장을 하였고 익공집에 겹처마로 멋과 장식을 더했다.
건물의 규모가 장대하고 품위를 지니고 있으며 용두가 남아 있는 건물 정면 가운데에 ‘상산관(商山館)’이라는 큰 현판이 걸려 있다.